# Operetka
Operetka (dt.: „Operette“) ist eine Oper in zwei Akten von Michał Dobrzyński (Musik und Libretto) nach dem Theaterstück Operetka von Witold Gombrowicz. Sie wurde am 9. April 2015 in der Warschauer Kammeroper uraufgeführt.

## Handlung

### Erster Akt
Wie die Theatervorlage Gombrowicz’ behandelt die Oper den Gegensatz der Gesellschaftsschichten des Adels (in Gestalt der „Herren“) und der armen Leute („Lakaien“).
Zu Beginn stellen vier Lakaien Stühle für den bevorstehenden Ball ihrer Herren auf. Der erste Gast ist der Frauenheld Graf Szarm, der sich von seinem Lakaien Ladislas die Kleidung richten lässt. Szarm lässt einen Dieb hereinholen, dessen Dienste er nutzen will, um die bürgerliche Albertynka zu verführen – er will sich ihr als Retter präsentieren. Szarm steht in Konkurrenz zum Baron Firulet, mit dem er immer wieder aneinandergerät. Derzeit übertrifft er mit 257 weiblichen Eroberungen jedoch Firulets 256. Als Nächstes erscheint der Professor mit seinem Freund, dem an „chronischem Erbrechen“ leidenden Graf Hufnagiel. Stargast des Abends ist der Modeschöpfer Fior, durch dessen ständige Neuerungen es den Adligen überhaupt erst möglich wird, sich von der Unterschicht zu unterscheiden, da letztere ständig bemüht sind, die Kleidung der oberen Schichten nachzuahmen. Die Aristokraten lassen sich von ihren Dienern die Schuhe putzen. Alle freuen sich auf den bevorstehenden Ball. Die Gäste entfernen sich. Nur Szarm erhält noch eine Injektion von seinem Lakaien Ladislas.
Albertynka versucht, eine Fliege zu fangen. Sie legt sich erschöpft hin. Der Dieb nähert sich ihr und versucht, sie zu liebkosen, doch Szarm weist ihn hinaus. Albertynka stellt ihm lachend ihre verschiedenen Körperteile (Hand, Fuß, Augen usw.) vor. Szarm versucht, sie mit modischen Kleidungsstücken auszustaffieren, die sie jedoch sämtlich ablehnt. Sie zieht es vor, aus- statt angezogen zu werden – was Szarm sehr verwundert. Albertynka versichert ihm, dass sie am liebsten nackt wäre.
Die Gäste kommen zurück. Hufnagiel schlägt einen Maskenball vor. Dabei soll jeder ein möglichst bizarres Kostüm anziehen, das von einem Sack verhüllt wird, den sie, sobald Meister Fior das Zeichen gibt, fallen lassen. Fior soll sich dadurch für seine „Mode der Zukunft“ inspirieren lassen. Nachdem sich die Gäste zurückgezogen haben, beklagt Fior den „großen Galopp ohne Fortschritt“, in dem er keinen Sinn sieht. Am liebsten würde er „wie eine Statue“ werden, um ihn zu stoppen. Doch er erkennt die Unsinnigkeit seines Wunsches und verzweifelt.

### Zweiter Akt
Albertynka sehnt sich weiterhin nach Nacktheit. Die verkleideten Gäste kommen herein. Die Adligen wundern sich, warum Szarm die bürgerliche Albertynka eingeladen hat – offenbar will er mit ihr flirten. Szarm und sein Gegenspieler Firulet überbieten sich darin, ihr vornehme Kleidung zu schenken. Während sie streiten, wirft Albertynka die Geschenke beiseite und fängt an, sich zu entkleiden.
Endlich ruft Fior den Beginn des Balls aus. Die Gäste halten Nacktheit für ein Symbol des Sozialismus, denn ohne Kleidung würden die Klassenunterschiede fallen. Hufnagiel ergreift die Gelegenheit, sein eigenes bislang geheim gehaltenes Anliegen, die Revolution, zu propagieren. Der Professor erklärt, dass der vermeintliche Graf in Wirklichkeit Joseph ist – der ehemalige Lakai des Prinzen, der wegen Ungehorsams entlassen worden war. Er gesteht, ihn selbst ins Schloss eingeschleust zu haben. Joseph glaubt dennoch, dass der Professor kein echtes Vertrauen in die Revolution hat. Als der Professor zugibt, sich selbst für seine Schwäche zu hassen, erklärt Joseph ihm die drei Etappen der Revolution: Die Infiltration der Aristokratie und der Bourgeoisie (bereits erledigt), die Kontaktaufnahme mit der ausgebeuteten Klasse (begonnen) und die Erweckung aller destruktiven Elemente, um eine soziale Revolte auszulösen (begonnen). Der Professor nennt ihn einen Narren.
Der Ball beginnt. Man tanzt ausgelassen. Fior fordert die Gäste auf, die Übersäcke abzulegen, um die darunterliegenden Kostüme zu zeigen. Er ist überrascht über die Kostüme Hufnagiels und des Professors. Die anderen Gäste singen von der Jagd nach einem Schmetterling. Unterdessen nimmt die Revolution ihren Lauf und ist siegreich. Fior besteht darauf, dass die unterworfenen Adligen nicht ohne Prozess bestraft werden. Joseph findet das zunächst überflüssig, ernennt dann aber sein Pferd zum Ankläger und Fior zum Verteidiger und spricht sofort das Urteil: „schuldig“. Fior protestiert. Die Adligen singen weiter vom Schmetterling.
Szarm und Firulet glauben noch eine Weile an einen Scherz, geben dann aber auf. Als Szarm Albertynka vermisst, vermutet Firulet, dass sie entführt und ermordet wurde. Alle wenden sich von ihrer eigenen Vergangenheit ab und legen Symbole ihrer früheren Existenz in einen Sarg. Sie besingen nun selbst die „heilige menschliche Nacktheit“. Zum Schluss entsteigt die nackte Albertynka dem Sarg.

## Werkgeschichte
Michał Dobrzyńskis Oper Operetka basiert auf dem Theaterstück Operatka von Witold Gombrowicz. Der polnische Schriftsteller hatte fünfzehn Jahre an dem Werk gearbeitet, die Uraufführung selbst jedoch nicht mehr erlebt. Es wurde erst im November 1969, wenige Monate nach seinem Tod, im italienischen L’Aquila uraufgeführt. Inzwischen wird es zu seinen bedeutendsten Werken gerechnet und bereits mehrfach musikalisch verarbeitet. Beispielsweise schufen Oscar Strasnoy das Stück Opérette (Reims 2003) und Mario Wiegand das Musiktheaterstück Operette (Osnabrück 2009) auf dieser Basis. Dobrzyński straffte den Text der Vorlage, strich einige Nebencharaktere, verschob einige Akzente und modifizierte die Funktion einiger Charaktere geringfügig, behielt die Grundaussage aber bei.
Bei der Uraufführung von Dobrzyński Opernfassung am 9. April 2015 in der Warschauer Kammeroper sangen Barbara Zamek (Albertynka), Jan Jakub Monowid (Fior), Tomasz Rak (Szarm), Karol Bartosiński (Firulet), Anna Radziejewska (Prinzessin), Artur Janda (Professor), Piotr Pieron (Hufnagiel), Paweł Tucholski (Priester), Magdalena Smulczyńska, Ewa Puchalska und Andrzej Marusiak („Herren“) sowie Jakub Andrzej Grabowski, Piotr Kazimierczak, Piotr Kędziora, Grzegorz Żołyniak (Lakaien). Die musikalische Leitung hatte Przemysław Fiugajski, Regie führte Jerzy Lach, und das Bühnenbild stammte von Jerzy Rudzki.
Die Produktion wurde für den Wettbewerb des Armel Opera Festival 2017 ausgewählt, bei dem Melinda Heiter als Wettbewerbsteilnehmerin die Rolle der Albertynka übernahm. Die Aufführung fand am 2. Juli 2017 im MuTh Wien statt und wurde von Arte im Internet bereitgestellt.